# Dinoderus brevis
Dinoderus brevis es una especie de escarabajo de bambú del género Dinoderus, de la familia Bostrichidae, orden Coleoptera. Fue descrita por Horn en 1878.

## Distribución
Se distribuye por Finlandia, Alemania, Grecia, Polonia, Rusia, Suecia y China.